# Bettahalli, Heggadadevankote
Bettahalli là một làng thuộc tehsil Heggadadevankote, huyện Mysore, bang Karnataka, Ấn Độ.